# La història de la Terra Mitjana
La història de la Terra Mitjana és una sèrie de dotze llibres que reuneixen i analitzen material relacionat amb el món fantàstic creat per J. R. R. Tolkien, recollit i editat pel seu fill Christopher Tolkien. Alguns dels texts corresponen a versions més primerenques d'alguns dels treballs publicats pel seu pare, mentre que d'altres són material inèdit. Aquests llibres compten amb molts detalls, fins al punt de documentar trossos de paper que foren modificats diverses vegades amb moltes notes a peu de pàgina. Christopher Tolkien documentà la història de l'escriptura de les narracions de la Terra Mitjana amb tants detalls com el seu pare documentà la història èpica.
A la versió original anglesa els primers cinc volums narren els primers esbossos de la història d' El Silmaríl·lion; tanmateix, la discussió sobre El Silmaríl·lion és posposada fins al volum desè de la col·lecció. Des del llibre sisè al novè s'aborda el desenvolupament d' El Senyor dels Anells, tractant la meitat del llibre novè sobre la història de Númenor. Els llibres desè i onzè aborden els Annals de Belériand i els Annals d'Aman, els quals són obres que es desenvoluparen conjuntament amb El Silmaríl·lion i que serviren com a font d'investigació per a la seva publicació. El llibre dotzè tracta sobre els apèndixs d'El Senyor dels Anells, seguit per diversos assaigs per Tolkien fets durant els seus últims anys de vida.

## Volums
- El llibre dels contes perduts I (HTM I, 1983)
- El llibre dels contes perduts II (HTM II, 1984)
- Les balades de Belériand (HTM III, 1985)
- La formació de la Terra Mitjana (HTM IV, 1986)
- El camí perdut i altres escrits (HTM V, 1987)
- El retorn de l'Ombra (HSDLA I, 1988)
- La traïció d'Ísengard (HSDLA II, 1989)
- La Guerra de l'Anell (HSDLA III, 1990)
- El final de la Tercera Edat (HSDLA IV, 1992)
- La caiguda de Númenor (HTM VI, 1992)
- L'anell de Mórgoth (HTM VII, 1993)
- La Guerra de las Joies (HTM VIII, 1994)
- Els pobles de la Terra Mitjana (HTM IX, 1996)
- The History of Middle-earth Index (2002)